# 洛神公园
洛神公园是位于河南省三门峡市卢氏县境内的一个非商业性质的综合生态公园，建于王振伟执政卢氏县时期，总投资达860万元。2006年1月开始动工建设，10月开始向游人免费开放。2012年，时任县委书记王战方与开发商官商勾结，大规模改造倒卖洛神公园。

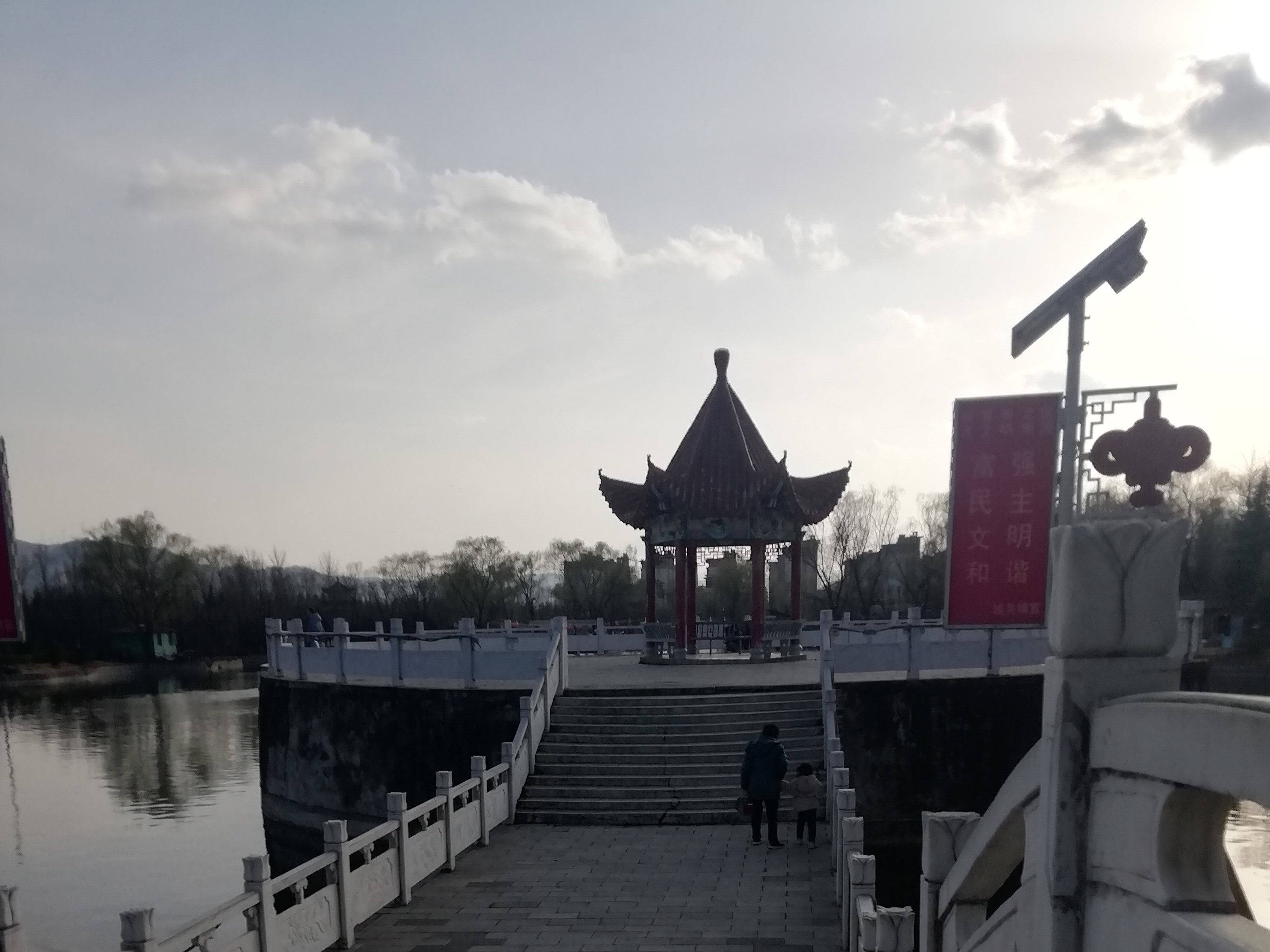
卢氏县洛神公园照片

## 活动
2021年3月21日，为了配合卢氏县政府开展2021年中国第一届连翘花节活动，洛神公园举办“连翘花开幸福卢氏”钓鱼大赛，并为大赛的举办向公园的湖内投放了五吨活鱼。

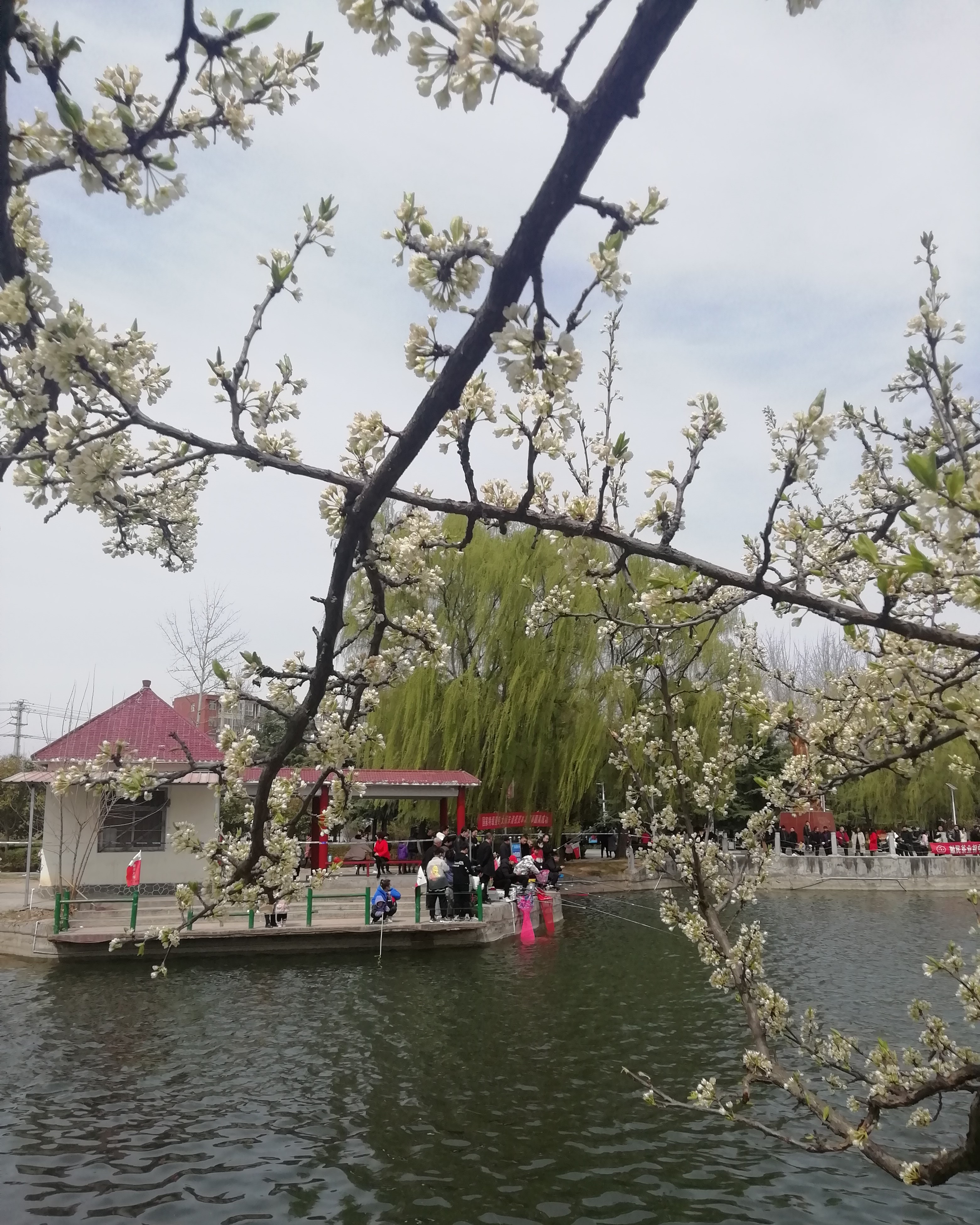
卢氏县洛神公园“连翘花开幸福卢氏”钓鱼大赛